# Adelaide Arena
Die Adelaide Arena ist eine Multifunktionsarena in der 44A Crittenden Road in Adelaide, im australischen Bundesstaat South Australia. Hauptnutzer ist das australische Frauenbasketballteam der Adelaide Lightning, das in der Woman National Basketball League (WNBL) antritt.